# Ligne de l'Ouest
La ligne de l'Ouest (en allemand : Westbahn) est une voie ferrée principale électrifiée en Autriche, reliant Vienne à Salzbourg via Sankt Pölten et Linz. Elle constitue la ligne no 1 du réseau ferré national des Chemins de fer fédéraux autrichiens (ÖBB).
Inaugurée en 1858, elle est complètement rénovée jusqu'en 2012 dans le cadre du projet de la magistrale européenne, une ligne à grande vitesse devant relier Paris à Bratislava, de façon à permettre aux trains la parcourant d'atteindre la vitesse de 250 km/h et de réduire ainsi d'environ 15 minutes le temps de trajet entre Vienne et l'Ouest de l'Autriche (Linz et Salzbourg principalement). 
Elle est équipée de la signalisation ferroviaire du Système européen de gestion du trafic ferroviaire (ERTMS).